# حصبان (مذيخرة)

تعديل مصدري - تعديل

حصبان هي إحدى قرى عزلة خولان بمديرية مذيخرة التابعة لمحافظة إب، بلغ تعداد سكانها 346 نسمة حسب تعداد اليمن لعام 2004.